# Papežská církevní akademie
Papežská církevní akademie, uváděná také jako Papežská diplomatická akademie (italsky Pontificia Accademia Ecclesiastica, původně nazývaná Accademia dei Nobili Ecclesiastici) v Římě je škola sloužící k výuce papežských diplomatů.
Založena byla papežem Klementem XI. v roce 1701.

## Výuka
Diplomaté Svatého stolce vzešlí z této školy později pracují na Apoštolských nunciaturách, případně také na vatikánském státním sekretariátu.
Kandidáti studia jsou přijímáni na základě doporučení svého diecézního biskupa. Podle dosaženého studia zůstávají v Akademii dva až čtyři roky. Přednášejí se zde tyto obory:
- Dějiny diplomacie
- Mezinárodní právo
- Diplomatický styl
- Církevní diplomacie
- Cizí jazyky

## Prezidenti Papežské církevní akademie
- Matteo Gennaro Sibilia (1701–1704)
- Francesco Giordanini (1704–1720)
- Pellegrino De Negri (1721–1728)
- Tommaso Giannini (1729–1739)
- Girolamo Formaliani (1739–1742)
- Angelo Granelli (1742–1744)
- Pier Matteo Onorati (1744–1762)
- Innocenzo Gorgoni (1763–1764)
- Paolo Antonio Paoli (1775–1798)
- Vincenzo Brenciaglia (1802–1814)
- Giovanni Giacomo Sinibaldi (1814–1843)
- Giovanni Battista Rosani (1843–1847)
- Giuseppe Cardoni (1850–1873)
- Venanzio Mobili (1873–1875)
- Odoardo Agnelli (1875–1878)
- Placido Maria Schiaffino, OSB (1878–1884)
- Domenico Ferrata (1884–1885)
- Luigi Sepiacci (1885–1886)
- Francesco Satolli (1888–1891)
- Augusto Guidi (1892–1894)
- Filippo Castracane degli Antelminelli (1895–1898)
- Rafael Merry del Val y Zulueta (1900–1903)
- Francesco Sogaro (1903–1912)
- Giovanni Maria Zonghi (1914–1941)
- Paolo Savino (1941–1959)
- Giacomo Testa (1959–1962)
- Gino Paro (1962–1969)
- Salvatore Pappalardo (1969–1970)
- Felice Pirozzi (1970–1975)
- Domenico Enrici (1974–1975)
- Cesare Zacchi (1975–1985)
- Justin Francis Rigali (1985–1989)
- Karl Josef Rauber (1990–1993)
- Gabriel Montalvo Higuera (1993–1998)
- Giorgio Zur (1998–2000)
- Justo Mullor García (2000–2007)
- Beniamino Stella (2007–2013)
- Giampiero Gloder (2013-2019)
- Joseph Salvador Marino (2019-2023)
- Salvatore Pennacchio (2023-)

## Češtíamoravštíabsolventi Papežské církevní akademie
- Mons. Marcel Šmejkal (1999-2003) z plzeňské diecéze.
- Mons. František Staněk (2017-2021) z ostravsko-opavské diecéze.